# Жанс, Вероника
Вероника Жанс (фр. Véronique Gens; род. 19 апреля 1966, Орлеан) — французская оперная певица (сопрано). Приобрела известность как исполнитель вокальных партий в репертуаре эпохи барокко.

## Биография
Родилась в семье врача. Училась в Парижской консерватории, где завоевала первую премию на конкурсе вокалистов. Дебютировала в 1986 году в Париже, где пела с барочным оркестром Les Arts Florissants У. Кристи. В 1989 году с успехом выступила на международном Экс-ан-Прованском оперном фестивале («Королева фей» Г. Пёрселла). Прославилась в 1990-е гг. как интерпретатор музыки К. Монтеверди, Ж. Б. Люлли, Ж. Ф. Рамо, Г. Ф. Генделя, И. С. Баха и др. композиторов эпохи барокко.
Жанс известна также партиями в моцартовском репертуаре. В 1994 году исполнила роль Графини Альмавива (Свадьба Фигаро) на сцене оперного театра Лиона. В том же сезоне пела Реквием Моцарта. В её исполнении многократно звучали партии донны Эльвиры («Дон Жуан»), Вителии («Милосердие Тита»), Памины («Волшебная флейта»). Жанс исполняла также музыку XIX—XX веков, преимущественно французского происхождения, в т.ч. партию Мелизанды (опера «Пеллеас и Мелизанда» К. Дебюсси) и Мадам Лидуан («Диалоги кармелиток» Ф. Пуленка), вокальный цикл Г. Берлиоза «Летние ночи», кантату М. Равеля «Алисса», камерную лирику К. Дебюсси и Г. Форе, Ж. Кантелуба и т.п. Исполняла также заглавные партии в оперетте «Весёлая вдова» Ф. Легара (во французском переводе; Лионская опера, 2006) и в опере «Евгений Онегин» П. И. Чайковского.
Жанс выступала на сцене крупнейших оперных театров, среди которых лондонский «Ковент-Гарден», Венская государственная опера, Парижская опера, Баварская государственная опера, брюссельский «Ла Монне», барселонский «Лисеу». Участница международных музыкальных фестивалей в Экс-ан-Провансе (неоднократно), Амброне, Зальцбурге, Глайндборне, Танглвуде (США) и др. В 2012 году гастролировала в России..
Многие аудиозаписи (более 90 CD и DVD). В 2002 году Вероника Жанс была удостоена французской музыкальной премии Victoires de la Musique как лучшая певица года. Кавалер ордена Почётного легиона.